# Montpeyroux (Dordogne)
Montpeyroux település Franciaországban, Dordogne megyében. Lakosainak száma 502 fő (2022. január 1.). Montpeyroux Villefranche-de-Lonchat, Saint-Michel-de-Montaigne, Carsac-de-Gurson, Bonneville-et-Saint-Avit-de-Fumadières, Minzac, Montazeau, Montcaret, Les Salles-de-Castillon és Saint-Vivien községekkel határos.

## Népesség
A település népességének változása:
| Lakosok száma | 452  | 318  | 338  | 409  | 458  | 447  | 442  | 458  | 472  | 502  |
|               | 1968 | 1982 | 1990 | 2006 | 2013 | 2015 | 2017 | 2019 | 2020 | 2022 |